# 高速オフセット

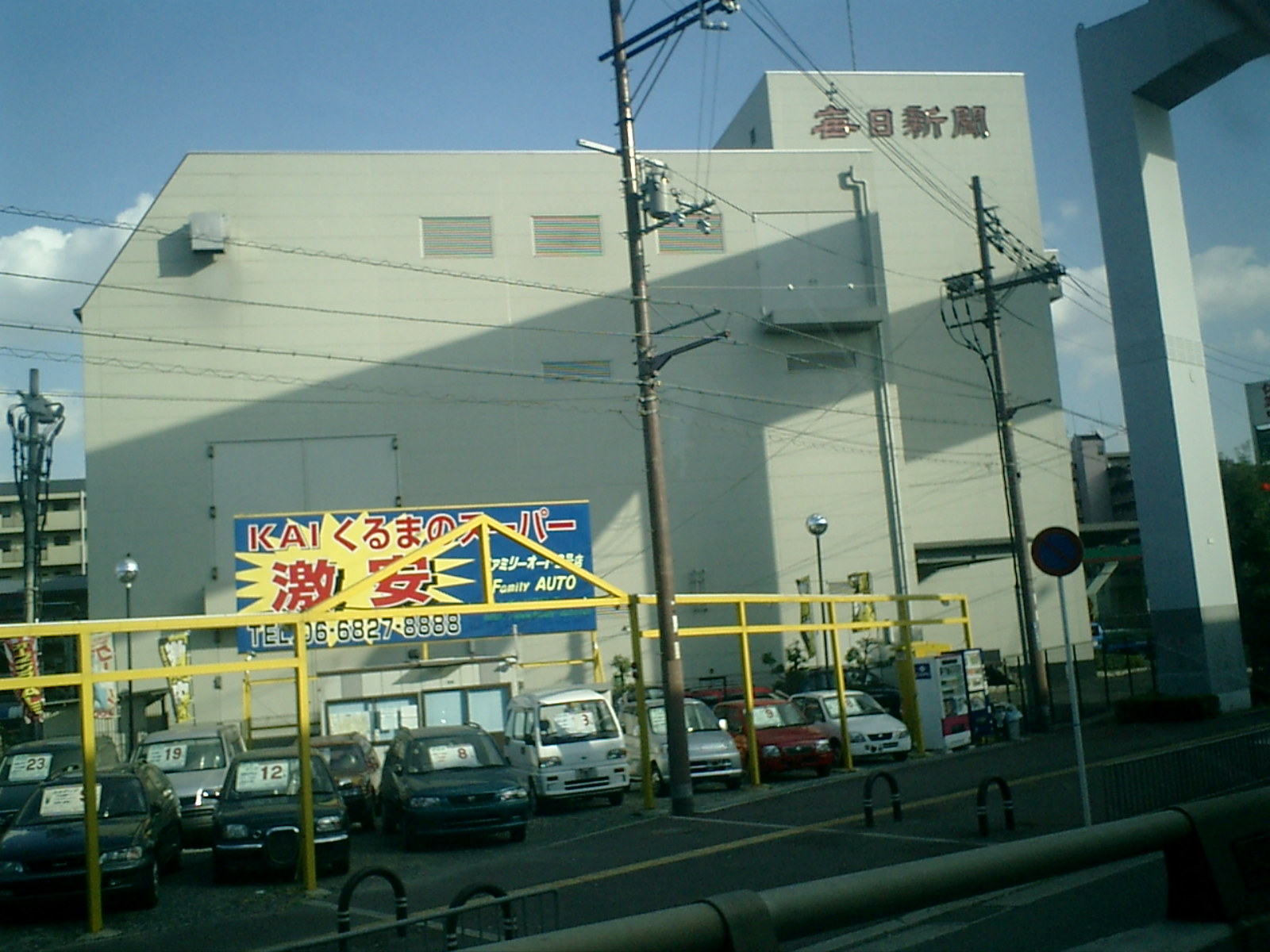
毎日新聞摂津工場兼高速オフセット社工場（大阪府摂津市）

株式会社高速オフセット（こうそくオフセット、英: KOUSOKU OFFSET CO.,LTD.）は、毎日新聞、スポーツニッポンなどの毎日新聞グループの新聞を中心として、書籍、企業案内、パンフレット、地方自治体広報紙などの編集・制作・製本・印刷を行っている企業。ウェブサイト構築、配送システム、インターネット通販などデジタル事業も幅広く手がける。現在は持株会社毎日新聞グループホールディングスの子会社となっている。

## 企業概要
- 設立 : 1986年12月
- 本社 : 大阪市西区北堀江2丁目5番24号　KOUSOKU堀江ビル
- 工場 : 堺工場（本場、分場）、摂津工場
  - 堺本工場は設計・施工が竹中工務店、2004年3月竣工。工業地域にあるものの、敷地の25％を緑地が占め、駐車場・駐輪場も緑で囲まれている。工場本体も細部まで配慮されていることが評価され、2005年度大阪都市景観建築賞緑化賞を受賞した[1]。

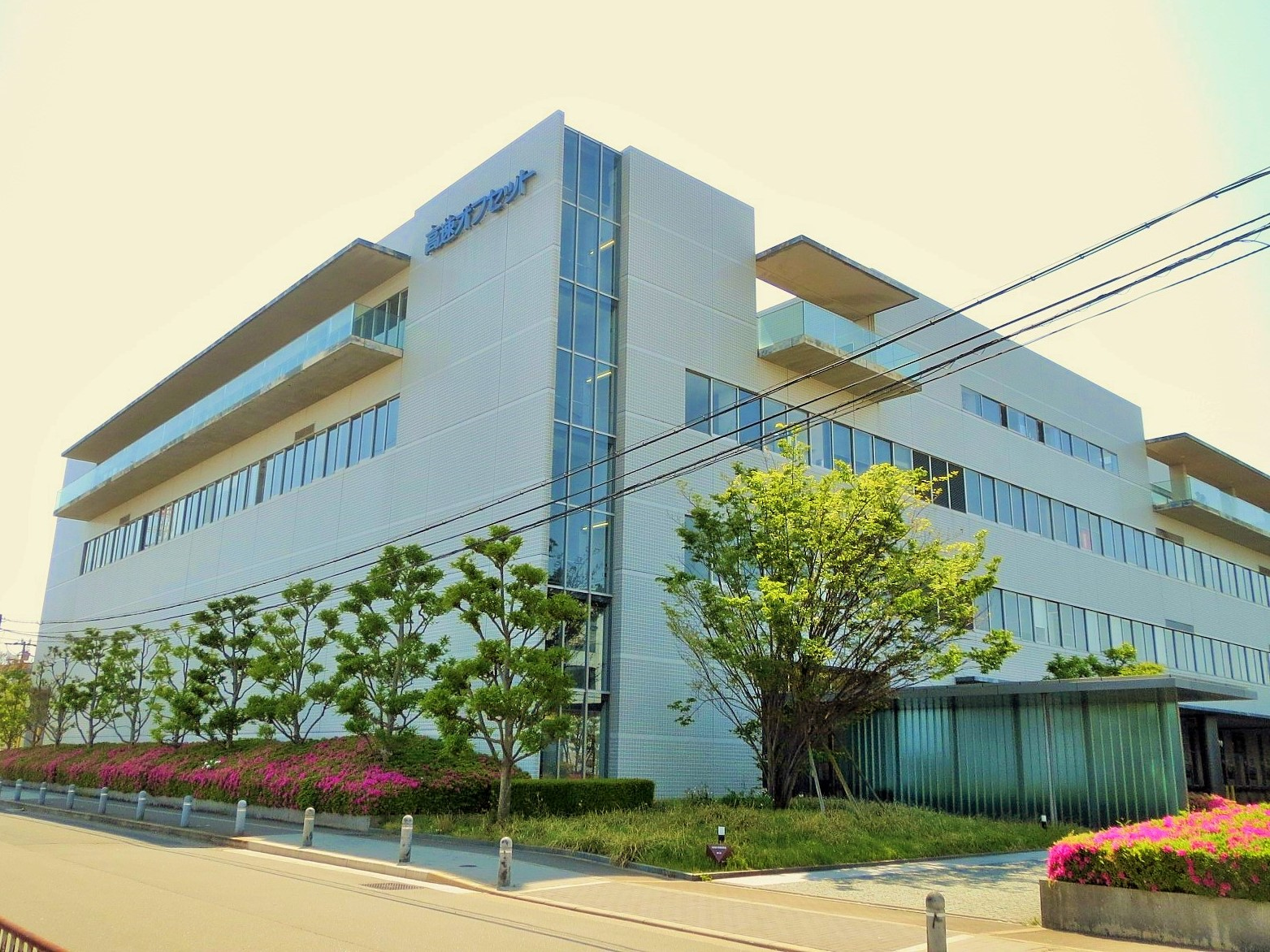
高速オフセット堺本工場

- 支社：東京（中央区日本橋）

- 営業所 : 京都、神戸、滋賀、奈良、岡山

## グループ企業
- 毎日新聞社
- スポーツニッポン新聞社